# Balduin V av Hainaut
Balduin V av Hainaut, född 1150, död 1195, var regerande greve Hainaut 1171–1195. Han var också genom äktenskap regerande av Flandern från 1191 till 1194. Genom att hans son ärvde Hainaut av sin far och Flandern av sin mor, förenades Flandern och Hainaut till ett rike. 